# Левиз-оф-Менар, Пётр Александрович
Пётр (Пётр-Фромгольд-Оскар) Александрович Левиз-оф-Менар — генерал-майор, герой Туркестанских походов и Русско-турецкой войны 1877—1878 годов.

## Биография
Родился в 1829 году.
На военную службу поступил прапорщиком 28 сентября 1850 года в армейскую кавалерию. Затем служил в Терском казачьем войске, в 1854—1855 годах принимал участие в сражениях с турками на Кавказе и за отличие в 1855 году был награждён орденом св. Анны 3-й степени с бантом.
В дальнейшем Левиз неоднократно бывал в походах против горцев, в 1860 году награждён орденом св. Станислава 2-й степени с мечами (императорская корона к этому ордену пожалована в 1861 году) и в 1863 году — орденом св. Анны 2-й степени с мечами (с 1865 года с императорской короной) и в 1866 году получил чин майора.
Произведённый в 1872 году в подполковники Левиз-оф-Менар в следующем году был назначен в состав Мангышлакского отряда и в качестве командира дивизиона Владикавказского конного полка принял участие в походе против Хивинского ханства. Блестяще проявив себя в делах с хивинцами, он 8 февраля 1874 года был награждён золотой шашкой с надписью «За храбрость» и несколько позже был удостоен ордена св. Владимира 3-й степени с мечами.
В 1876 году Левиз-оф-Менар получил чин полковника и должность командира Владикавказского конного полка Терского казачьего войска. В этом качестве он в следующем году выступил на Балканский театр начавшейся русско-турецкой войны.
Там он отличился в рекогносцировках и тыловых рейдах между Плевной и Софией, находился при штурме Плевны и взятии Ловчи. 30 октября 1877 года Левиз-оф-Менар был награждён орденом св. Георгия 4-й степени
В воздаяние отличия, оказанного в деле с Турками при взятии г. Ловчи, 22 августа 1877 года, где, во главе своего полка, атаковал отступающую турецкую пехоту и уничтожил более двух неприятельских баталионов.
19 февраля 1879 года Левиз-оф-Менар был произведён в генерал-майоры и назначен командиром Терской казачьей бригады, которой командовал вплоть до самой своей смерти, последовавшей 6 января 1885 года в Санкт-Петербурге, похоронен на Волковом православном кладбище.
Среди прочих наград он имел орден св. Станислава 1-й степени, которым был награждён в 1882 году.